# Limenitis canuleia
Limenitis canuleia är en fjärilsart som beskrevs av Hans Fruhstorfer 1915. Limenitis canuleia ingår i släktet Limenitis och familjen praktfjärilar. Inga underarter finns listade i Catalogue of Life.